# Atletismo nos Jogos Pan-Americanos de 1975 - Salto em distância feminino
A prova do salto em distância feminino nos Jogos Pan-Americanos de 1975 foi realizada na Cidade do México, México.

## Medalhistas
| Ouro                   | Prata                            | Bronze                            |
| Ana Alexander CUB Cuba | Martha Watson USA Estados Unidos | Kathy McMillan USA Estados Unidos |

## Resultados
| Posição           | Nome                     | Nacionalidade      | Marca | Notas |
| ----------------- | ------------------------ | ------------------ | ----- | ----- |
| Medalha de ouro   | Ana Alexander            | CUB Cuba           | 6.63  |       |
| Medalha de prata  | Martha Watson            | USA Estados Unidos | 6.57  |       |
| Medalha de bronze | Kathy McMillan           | USA Estados Unidos | 6.49  |       |
| 4                 | Silvina Pereira da Silva | BRA Brasil         | 6.44  |       |
| 5                 | Marcia Garbey            | CUB Cuba           | 6.38  |       |
| 6                 | Diane Jones              | CAN Canadá         | 6.18  |       |
| 7                 | Ana María Desevici       | URU Uruguai        | 5.78  |       |
| 8                 | Georgine Koordijk        | SUR Suriname       | 5.68  |       |